# Vieux-Mesnil
Vieux-Mesnil est une commune française située dans le département du Nord, en région Hauts-de-France.

## Géographie

### Localisation
Entre Maubeuge et Aulnoye, le village se situe non loin de la forêt de Mormal.

### Communes limitrophes
|          | La Longueville  | Feignies                                  |
| Hargnies | Vieux-Mesnil    | Neuf-Mesnil (par un quadripoint) Hautmont |
|          | Pont-sur-Sambre | Boussières-sur-Sambre                     |

### Hydrographie

#### Réseau hydrographique
La commune est située dans le bassin Artois-Picardie. Elle est drainée par le ruisseau de la Forêt de Mormal, le ruisseau de la Fosse, le ruisseau de la Marlière et le ruisseau d'Hoisies,,.

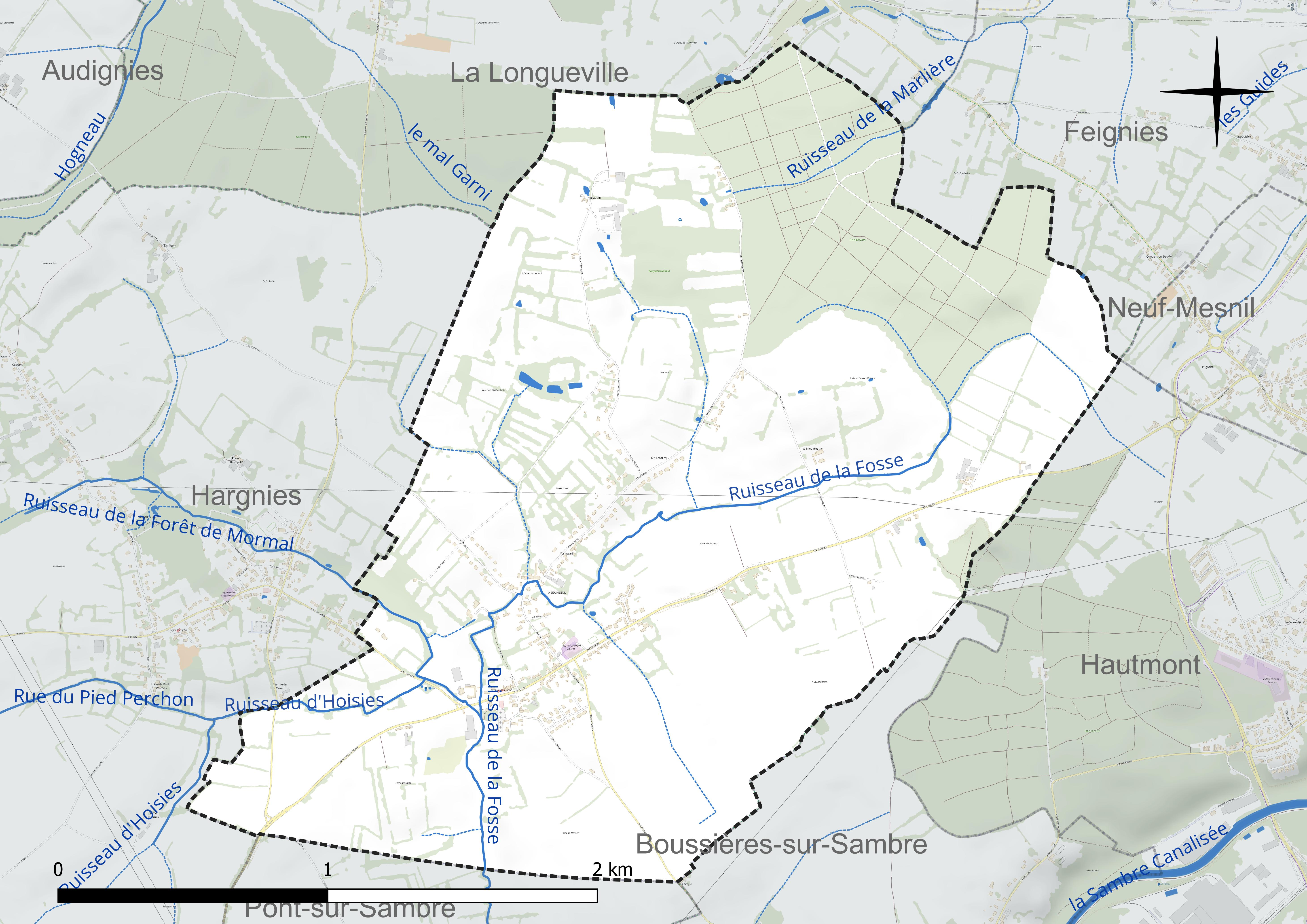
Réseau hydrographique de Vieux-Mesnil.

#### Gestion et qualité des eaux
Le territoire communal est couvert par le schéma d'aménagement et de gestion des eaux (SAGE) « Sambre ». Ce document de planification concerne un territoire de 1 253 km2 de superficie, délimité par le bassin versant de la Sambre. Le périmètre a été arrêté le 1er novembre 2003 et le SAGE proprement dit a été approuvé le 21 septembre 2012, puis modifié le 18 août 2022. La structure porteuse de l'élaboration et de la mise en œuvre est le syndicat mixte du Parc naturel régional de l'Avesnois.
La qualité des cours d'eau peut être consultée sur un site dédié géré par les agences de l'eau et l'Agence française pour la biodiversité.

### Climat
Pour des articles plus généraux, voir Climat des Hauts-de-France et Climat du Nord.
En 2010, le climat de la commune est de type climat des marges montargnardes, selon une étude du CNRS s'appuyant sur une série de données couvrant la période 1971-2000. En 2020, Météo-France publie une typologie des climats de la France métropolitaine dans laquelle la commune est exposée à un climat océanique altéré et est dans la région climatique Nord-est du bassin Parisien, caractérisée par un ensoleillement médiocre, une pluviométrie moyenne régulièrement répartie au cours de l'année et un hiver froid (3 °C).
Pour la période 1971-2000, la température annuelle moyenne est de 9,9 °C, avec une amplitude thermique annuelle de 15 °C. Le cumul annuel moyen de précipitations est de 849 mm, avec 12,5 jours de précipitations en janvier et 10,2 jours en juillet. Pour la période 1991-2020, la température moyenne annuelle observée sur la station météorologique la plus proche, située sur la commune de Saint-Hilaire-sur-Helpe à 14 km à vol d'oiseau, est de 10,5 °C et le cumul annuel moyen de précipitations est de 802,4 mm,. Pour l'avenir, les paramètres climatiques de la commune estimés pour 2050 selon différents scénarios d'émission de gaz à effet de serre sont consultables sur un site dédié publié par Météo-France en novembre 2022.

## Urbanisme

### Typologie
Au 1er janvier 2024, Vieux-Mesnil est catégorisée commune rurale à habitat dispersé, selon la nouvelle grille communale de densité à sept niveaux définie par l'Insee en 2022.
Elle est située hors unité urbaine. Par ailleurs la commune fait partie de l'aire d'attraction de Maubeuge (partie française), dont elle est une commune de la couronne,. Cette aire, qui regroupe 65 communes, est catégorisée dans les aires de 50 000 à moins de 200 000 habitants,.

### Occupation des sols

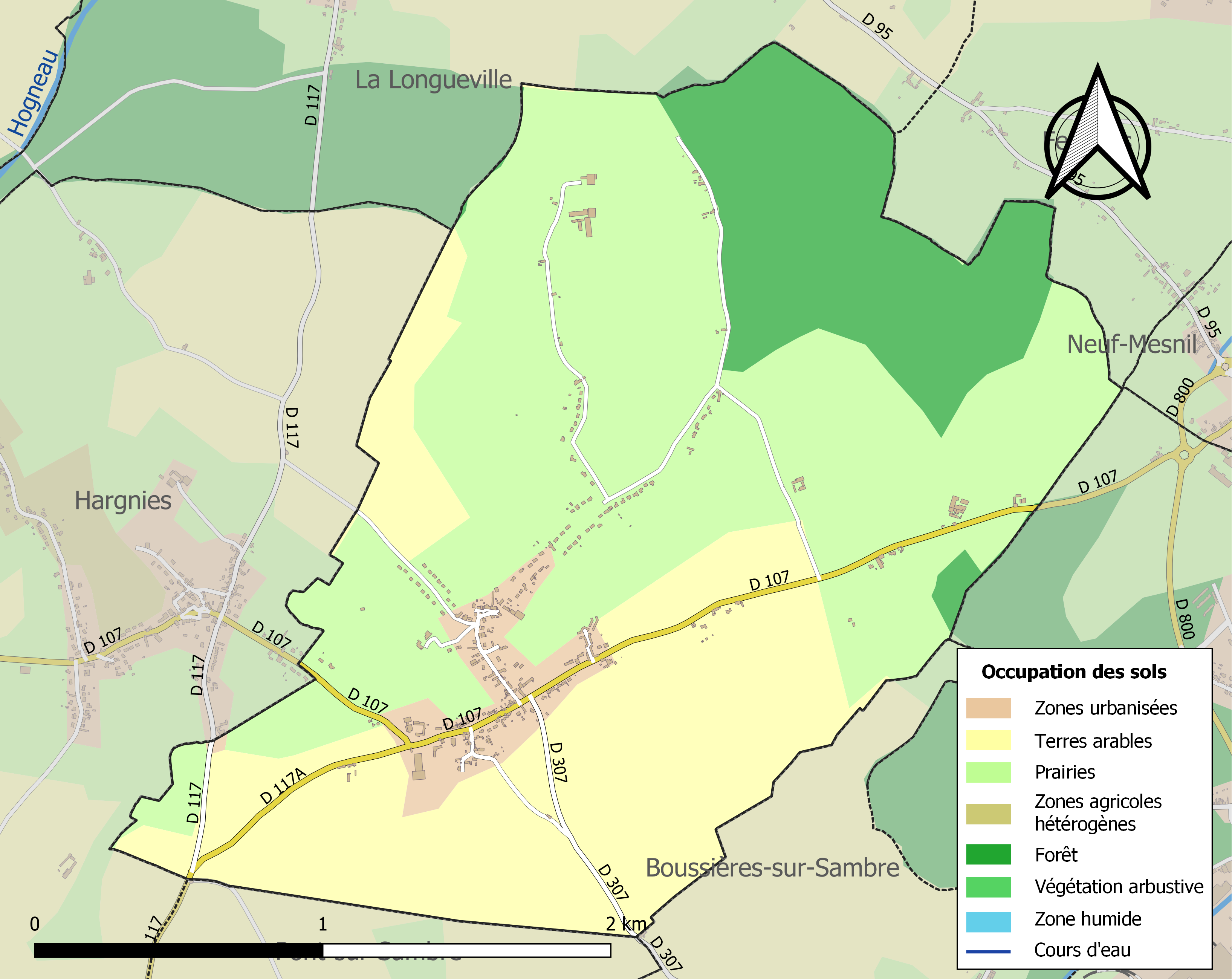
Carte des infrastructures et de l'occupation des sols de la commune en 2018 (CLC).

L'occupation des sols de la commune, telle qu'elle ressort de la base de données européenne d'occupation biophysique des sols Corine Land Cover (CLC), est marquée par l'importance des territoires agricoles (80 % en 2018), une proportion identique à celle de 1990 (80 %). La répartition détaillée en 2018 est la suivante :
prairies (49,8 %), terres arables (30,2 %), forêts (15,4 %), zones urbanisées (4,6 %). L'évolution de l'occupation des sols de la commune et de ses infrastructures peut être observée sur les différentes représentations cartographiques du territoire : la carte de Cassini (XVIIIe siècle), la carte d'état-major (1820-1866) et les cartes ou photos aériennes de l'IGN pour la période actuelle (1950 à aujourd'hui).

### Habitat et logement
En 2020, le nombre total de logements dans la commune était de 254, alors qu'il était de 238 en 2015 et de 220 en 2010.
Parmi ces logements, 96 % étaient des résidences principales, 0 % des résidences secondaires et 4 % des logements vacants. Ces logements étaient pour 99,6 % d'entre eux des maisons individuelles et pour 0,4 % des appartements.
Le tableau ci-dessous présente la typologie des logements à Vieux-Mesnil en 2020 en comparaison avec celle du Nord et de la France entière. Une caractéristique marquante du parc de logements est ainsi l'absence de résidences secondaires et logements occasionnels, à comparer avec la proportion départementale (1,7 %) et de la France entière (9,7 %). Concernant le statut d'occupation de ces logements, 75,6 % des habitants de la commune sont propriétaires de leur logement (75 % en 2015), contre 54,5 % pour le Nord et 57,5 pour la France entière.
| Typologie                                               | Vieux-Mesnil | Nord | France entière |
| ------------------------------------------------------- | ------------ | ---- | -------------- |
| Résidences principales (en %)                           | 96           | 90,7 | 82,1           |
| Résidences secondaires et logements occasionnels (en %) | 0            | 1,7  | 9,7            |
| Logements vacants (en %)                                | 4            | 7,7  | 8,2            |

### Voies de communication et transports
La commune est desservie, en 2024, par la ligne 24 et le service de transport à la demande du réseau Stibus. Elle est également desservie par les lignes 978 et 979 du réseau interurbain Arc-en-Ciel 4.

## Toponymie
« Mesnil », toponyme très répandu en France,à partir de Mansionem, le bas-latin a créé un nouveau terme dérivé du mot latin mansionile, diminutif de mansio, demeure, habitation, maison.Devenu en français médiéval maisnil, mesnil, « maison avec terrain ».

## Histoire
- À Vieux-Mesnil, site occupé depuis la Préhistoire, on peut encore aujourd'hui découvrir les ruines d'un immense aqueduc construit par les Romains pour acheminer l'eau depuis Floursies, dans l'Avesnois, jusqu'à Bavay, lorsque celle-ci était la grande cité de Bagacum.
- Vieux-Mesnil formait avec le hameau de Manissart et le village d'Hargnies une paroisse de la collation de l'abbaye Saint-Pierre d'Hautmont.

## Politique et administration

### Rattachements administratifs et électoraux

#### Rattachements administratifs
La commune se trouve dans l'arrondissement d'Avesnes-sur-Helpe du département du Nord.
Elle faisait partie depuis 1793 du canton de Berlaimont. Dans le cadre du redécoupage cantonal de 2014 en France, cette circonscription administrative territoriale a disparu, et le canton n'est plus qu'une circonscription électorale.

#### Rattachements électoraux
Pour les élections départementales, la commune fait partie depuis 2014 du canton d'Aulnoye-Aymeries
Pour l'élection des députés, elle fait partie de la douzième circonscription du Nord.

### Intercommunalité
Vieux-Mesnil a membre de la communauté d'agglomération Maubeuge Val de Sambre, un établissement public de coopération intercommunale (EPCI) à fiscalité propre créé initialement en 2001 et auquel la commune a transféré un certain nombre de ses compétences, dans les conditions déterminées par le code général des collectivités territoriales.

## Équipements et services publics

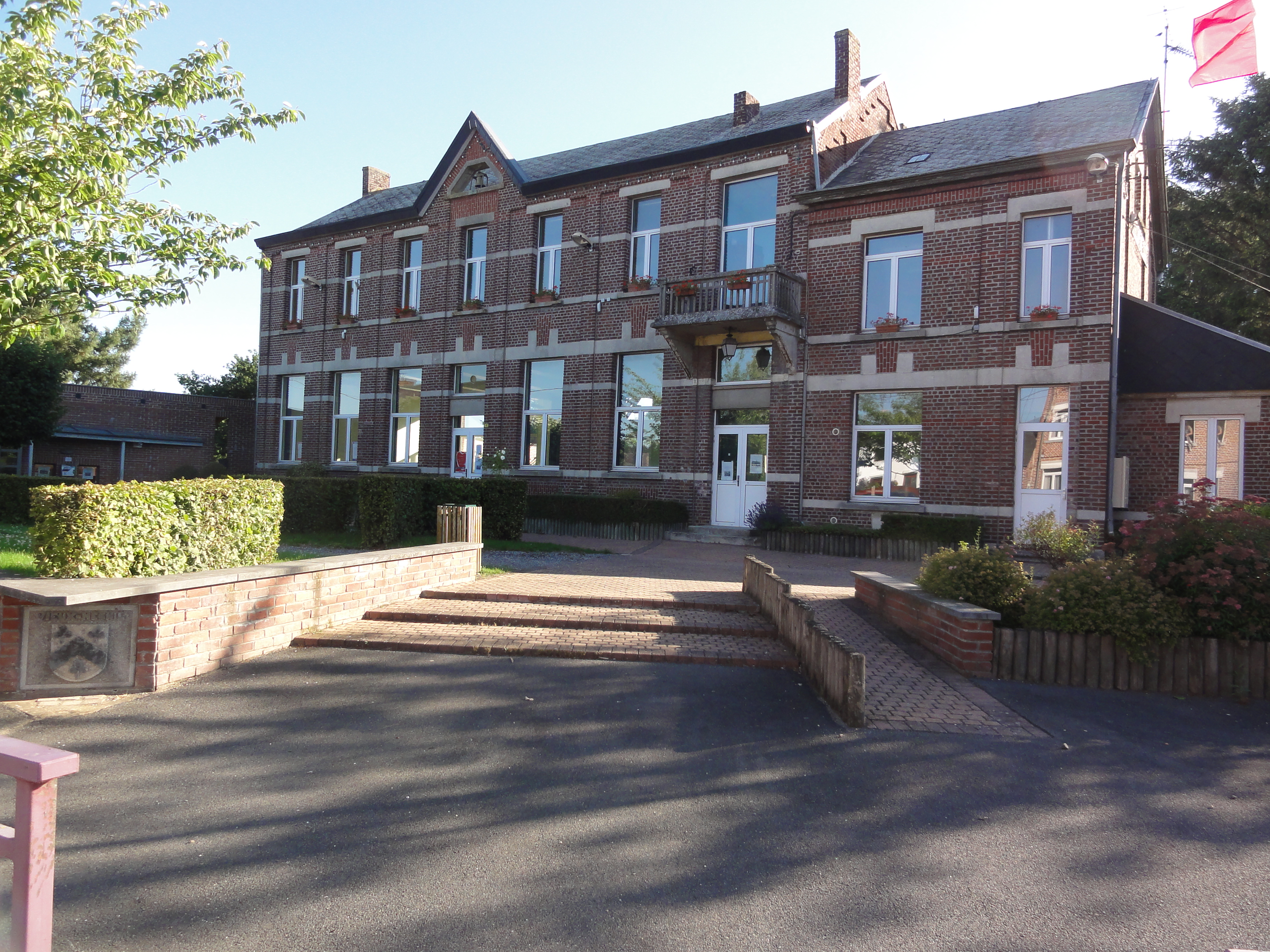
L'école

### Liste des maires
| Période                                  | Période                        | Identité                     | Étiquette | Qualité                                                 |
| ---------------------------------------- | ------------------------------ | ---------------------------- | --------- | ------------------------------------------------------- |
| Les données manquantes sont à compléter. |                                |                              |           |                                                         |
|                                          |                                |                              |           |                                                         |
| 1794                                     | 1799                           | Adrien Maitte                |           |                                                         |
| 1799                                     | 1810                           | Hyp. Lespilette              |           |                                                         |
| 1810                                     | 1840                           | Hégésippe Stanislas Marchant |           |                                                         |
| 1840                                     | 1843                           | Probe Joseph Lecompte        |           |                                                         |
| 1843                                     | 1844                           | Nicolas Blanchart            |           |                                                         |
| 1844                                     | 1855                           | Léopold Riche                |           |                                                         |
| 1855                                     | 1876                           | Augustin Minaire             |           |                                                         |
| 1876                                     | 1881                           | Xavier Forest                |           |                                                         |
| 1881                                     | 1887                           | Valentin Forest              |           |                                                         |
| 1887                                     | 1887                           | Constantin Halgrain          |           |                                                         |
| 1887                                     | 1912                           | Alexandre Minaire            |           |                                                         |
| 1912                                     | 1914                           | Valentin Forest              |           |                                                         |
| 1914                                     |                                | Ernest Haplencour            |           |                                                         |
|                                          |                                |                              |           |                                                         |
| 1919                                     | 1945                           | Ernest Haplencour            |           |                                                         |
| 1945                                     | mai 1953                       | Walter Penin                 |           |                                                         |
| mai 1953                                 | mars 1983                      | Jean Fontaine                |           |                                                         |
| mars 1983                                | mai 1993                       | Régis Harbonnier             |           | Dessinateur industriel Démissionnaire                   |
| mai 1993                                 | mars 2001                      | Alain Liénard                |           | Enseignant, inspecteur académique                       |
| mars 2001                                | 2004                           | Michel Wasse                 | DVD       |                                                         |
| 2004                                     | mars 2008                      | Alain Liénard                |           |                                                         |
| mars 2008                                | mars 2014                      | Michel Wasse                 | DVD       | Retraité Vice-président de la CA Maubeuge Val de Sambre |
| mars 2014                                | mai 2020                       | Alain Liénard                |           | Retraité de l'Éducation nationale                       |
| mai 2020                                 | octobre 2023                   | Virginie Gillard-Coppée      | SE        | Professeure des écoles Démissionnaire                   |
| novembre 2023                            | En cours (au 30 novembre 2023) | Alain Liénard                |           | Retraité de l'Éducation nationale                       |

## Population et société

### Démographie

#### Évolution démographique
L'évolution du nombre d'habitants est connue à travers les recensements de la population effectués dans la commune depuis 1793. Pour les communes de moins de 10 000 habitants, une enquête de recensement portant sur toute la population est réalisée tous les cinq ans, les populations de référence des années intermédiaires étant quant à elles estimées par interpolation ou extrapolation. Pour la commune, le premier recensement exhaustif entrant dans le cadre du nouveau dispositif a été réalisé en 2004.

En 2022, la commune comptait 637 habitants, en stagnation par rapport à 2016 (Nord : +0,51 %, France hors Mayotte : +2,11 %).
| 1793 | 1800 | 1806 | 1821 | 1831 | 1836 | 1841 | 1846 | 1851 |
| ---- | ---- | ---- | ---- | ---- | ---- | ---- | ---- | ---- |
| 209  | 235  | 341  | 302  | 312  | 330  | 352  | 370  | 390  |

| 1856 | 1861 | 1866 | 1872 | 1876 | 1881 | 1886 | 1891 | 1896 |
| ---- | ---- | ---- | ---- | ---- | ---- | ---- | ---- | ---- |
| 403  | 423  | 416  | 408  | 427  | 398  | 392  | 388  | 394  |

| 1901 | 1906 | 1911 | 1921 | 1926 | 1931 | 1936 | 1946 | 1954 |
| ---- | ---- | ---- | ---- | ---- | ---- | ---- | ---- | ---- |
| 428  | 405  | 386  | 344  | 356  | 369  | 390  | 395  | 367  |

| 1962 | 1968 | 1975 | 1982 | 1990 | 1999 | 2004 | 2006 | 2009 |
| ---- | ---- | ---- | ---- | ---- | ---- | ---- | ---- | ---- |
| 382  | 402  | 384  | 407  | 437  | 500  | 515  | 546  | 577  |

| 2014 | 2019 | 2022 | - | - | - | - | - | - |
| ---- | ---- | ---- | - | - | - | - | - | - |
| 616  | 635  | 637  | - | - | - | - | - | - |

#### Pyramide des âges
La population de la commune est relativement jeune.
En 2018, le taux de personnes d'un âge inférieur à 30 ans s'élève à 38,2 %, soit en dessous de la moyenne départementale (39,5 %). À l'inverse, le taux de personnes d'âge supérieur à 60 ans est de 18,9 % la même année, alors qu'il est de 22,5 % au niveau départemental.
En 2018, la commune comptait 322 hommes pour 314 femmes, soit un taux de 50,63 % d'hommes, largement supérieur au taux départemental (48,23 %).
Les pyramides des âges de la commune et du département s'établissent comme suit.
| Hommes | Classe d’âge | Femmes |
| ------ | ------------ | ------ |
| 0,0    | 90 ou +      | 0,0    |
| 4,7    | 75-89 ans    | 3,5    |
| 14,3   | 60-74 ans    | 15,3   |
| 21,8   | 45-59 ans    | 24,2   |
| 19,3   | 30-44 ans    | 20,4   |
| 18,1   | 15-29 ans    | 12,7   |
| 21,8   | 0-14 ans     | 23,9   |

| Hommes | Classe d’âge | Femmes |
| ------ | ------------ | ------ |
| 0,5    | 90 ou +      | 1,4    |
| 5,3    | 75-89 ans    | 8,1    |
| 14,8   | 60-74 ans    | 16,2   |
| 19,1   | 45-59 ans    | 18,4   |
| 19,5   | 30-44 ans    | 18,7   |
| 20,7   | 15-29 ans    | 19,1   |
| 20,2   | 0-14 ans     | 18     |

## Culture locale et patrimoine

### Lieux et monuments
- Église Saint-Martin de 1854
- Monument aux morts
- Des chapelles, celle de Notre-Dame-de-la-Misécorde date de 1742
- Ruines d'un ancien moulin à eau.
- Vestiges d'un aqueduc romain.

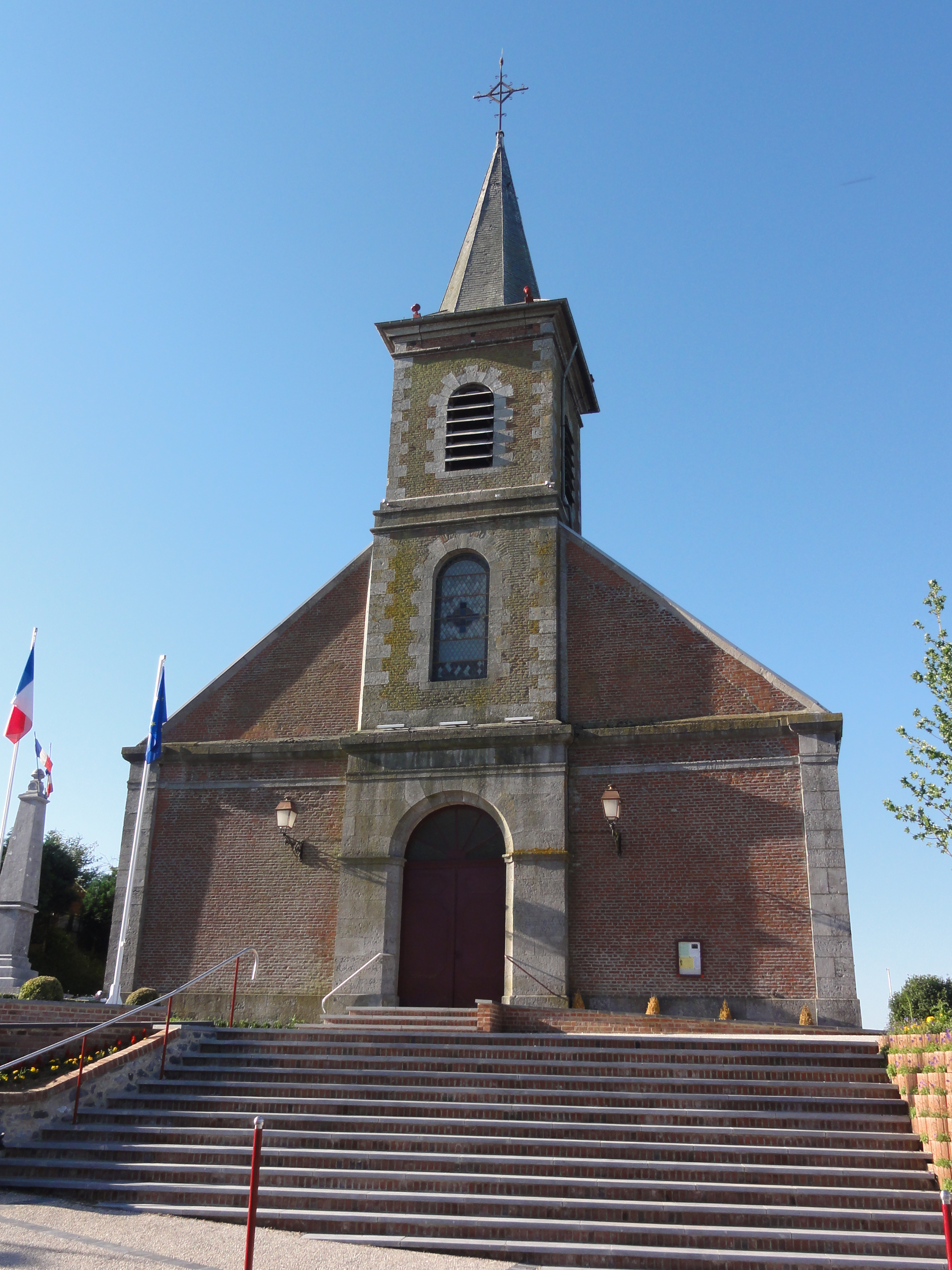
L'église Saint-Martin
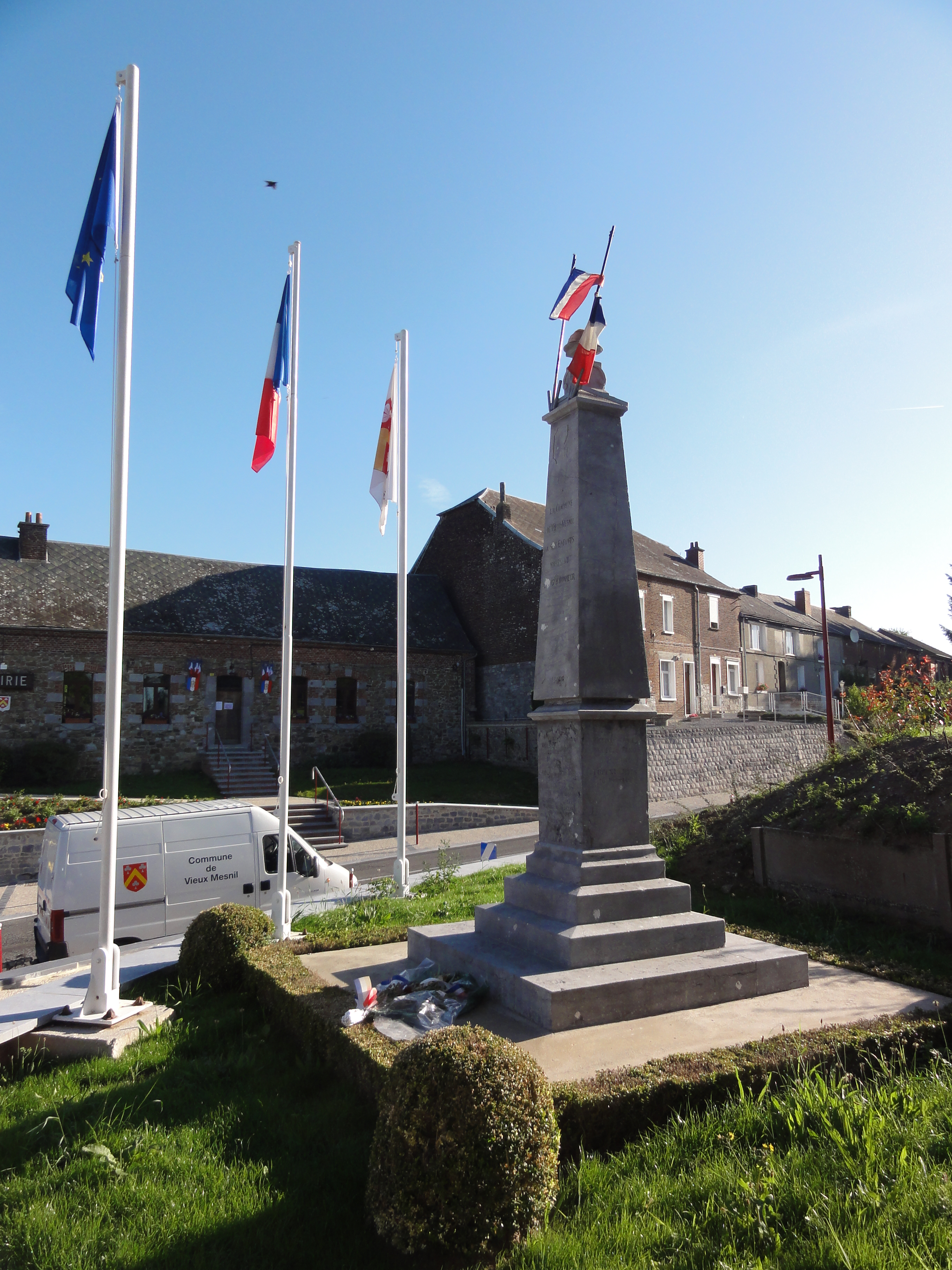
Monument aux morts
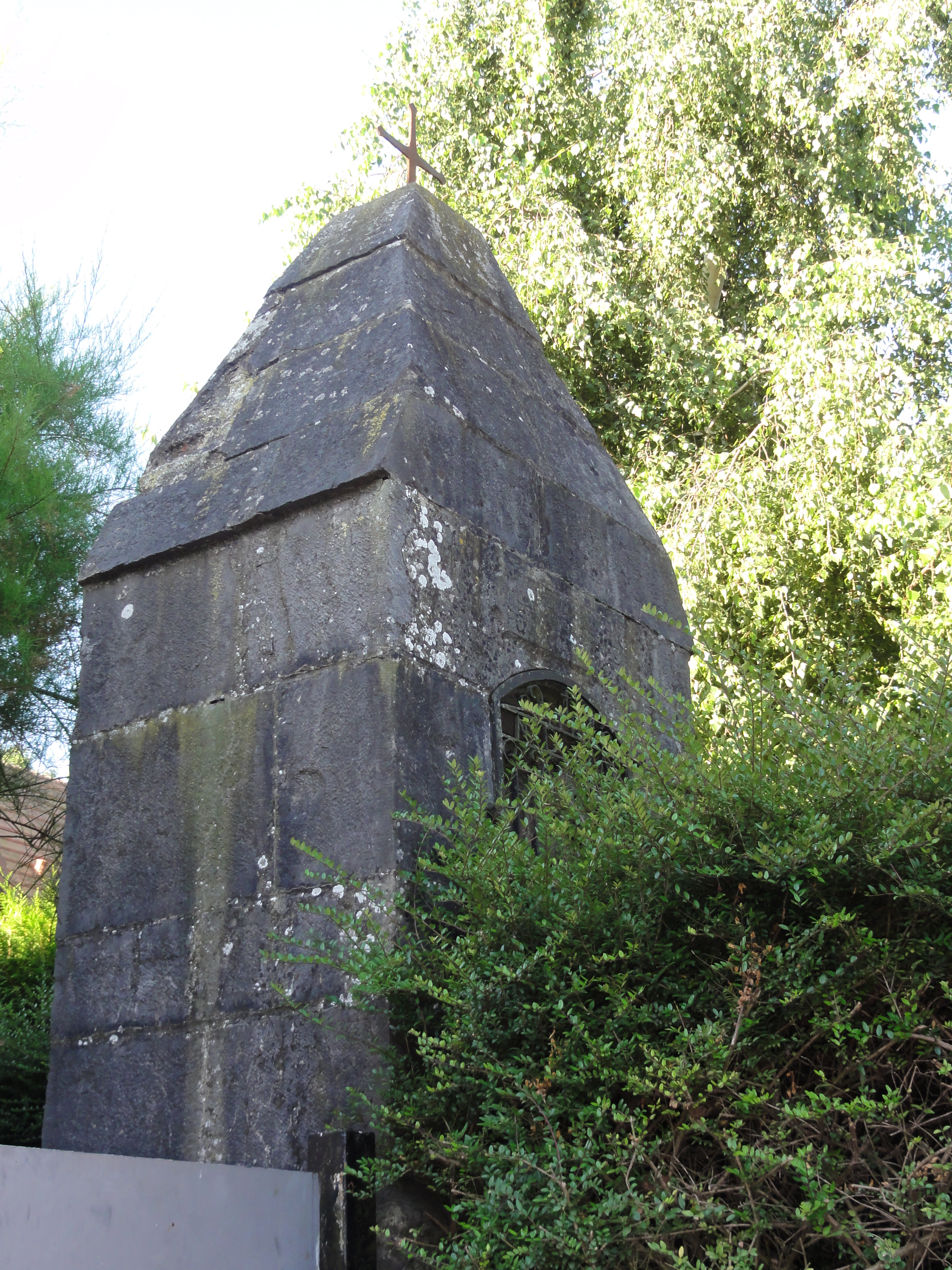
Une chapelle du type potale.

### Héraldique
| Blason de Vieux-Mesnil | Blason  | De gueules au chevron d'or, accompagné de trois trèfles d'argent. |
| Blason de Vieux-Mesnil | Détails |                                                                   |

## Pour approfondir